# انتظار (کتاب مصور)
انتظار (انگلیسی: Waiting) یک کتاب مصور کودکانه نوشته کوین هنکس نویسنده و تصویرگر آمریکایی است. انتظار توسط هارپر کالینز در سال ۲۰۱۵ منتشر شد.

## دربارۀ کتاب
انتظار یک کتاب کالدکات آنر در سال ۲۰۱۶، یک کتاب افتخاری تئودور سئوس گیزل و همچنین یکی از پرفروش‌های نیویورک تایمز است. انتظار به کودکان فصل‌ها، بازی‌های جدید و دوستی‌ها را می‌آموزد. انتظار همچنین به کودکان اهمیت انتظار را می‌آموزد که کودکان بتوانند یاد بگیرند و در حین انجام این کار نیز سرگرم شوند. نویسنده از لمس بسیار ملایم رنگ‌های قهوه‌ای، سبز و آبی برای ایجاد اشکال گرد بسیار نرم استفاده می‌کند.

## داستان
پنج اسباب‌بازی روی طاقچه نشسته‌اند و همه منتظر اتفاقی هستند. یک جغد منتظر ماه است، یک خوک با چتر منتظر باران است، یک توله سگ با سورتمه برفی منتظر دیدن برف است، یک خرس با بادبادک منتظر است تا باد را ببیند و در نهایت خرگوشی به بیرون از پنجره نگاه می‌کند که با خوشحالی به آنچه در بیرون اتفاق می‌افتد فکر می‌کند.